# Седлистое
Седли́стое — село в Икрянинском районе Астраханской области России. Административный центр Седлистинского сельсовета.

## История
Село было основано в 1722 году во время Персидского похода Петра I как крепость Седлистая, которая служила опорным пунктом и складом материалов и снаряжения для военной экспедиции. Крепость была расположена на острове и огорожена четырёхугольным земляным валом с башнями. В 1733 году комендант крепости попросил перенести пустующую церковь из соседнего Урус-Тюбека в Седлистое.
В 1877 году в Седлистом было 43 двора, население составляло 320 человек, жители держали 253 головы скотины. В селе располагались таможня, рейд-карантин и контрольный пункт.
В 1919 году был образован Седлистинский сельсовет с центром в селе Седлистом, он относился к Житнинской волости Астраханского уезда. Позднее в том же году в состав Седлистинского сельсовета была передана территория соседнего Петровского сельсовета, в 1922 году — Вахромеевского.

## География
Село находится в юго-западной части Астраханской области, между р. Ямная и ериком Прямой. 
Уличная сеть
ул. 40 лет Победы,  ул. Волжская,  ул. Горького,  ул. Д.Попова,  ул. Кирова,  ул. Колхозная,  ул. Луговая,  ул. Молодежная,  ул. Набережная,  ул. Рыбацкая,  ул. Садовая,  ул. Советская,  ул. Степная
Климат
умеренный, резко континентальный. Характеризуется высокими температурами летом и низкими — зимой, малым количеством осадков, а также большими годовыми и летними суточными амплитудами температуры воздуха.

## Население
| 2002 | 2010 |
| ---- | ---- |
| 991  | ↘956 |

Национальный и гендерный состав
По данным Всероссийской переписи, в 2010 году численность населения села составляла 956 человек (471 мужчин и 485 женщины). Согласно результатам переписи 2002 года, в национальной структуре населения русские составляли 66 %, казахи 33 %.

## Инфраструктура
Отделение почтовой связи Седлистое 416366. Фельдшерско-акушерский пункт. Центр Культуры и Досуга с. Седлистое.
Администрация Седлистинского сельсовета.
Храм Смоленской иконы Божьей Матери